# Schmuck-Languste
Die Schmuck-Languste (Panulirus ornatus) ist eine Art aus der Familie der Langusten.
Die maximale Körperlänge dieser Langustenart beträgt 50 Zentimeter. Sie zählt damit zu den größten Vertretern der Gattung Panulirus. Die meisten Vertreter dieser Art werden jedoch selten größer als 30 bis 35 Zentimeter. Sie ist wie alle Langusten nachtaktiv und versteckt sich tagsüber gerne in Spalten. Sie ernährt sich von Stachelhäutern, Aas, Würmern und Muscheln. Sie lebt im Küstenwasser in einer Meerestiefe von einem bis acht Metern. Gelegentlich ist sie jedoch auch in einer Meerestiefe von 50 Metern zu finden.
Die Schmuck-Languste ist im Westpazifik beheimatet und kommt von Ostafrika bis Japan, Salomonen, Australien und Papua-Neuguinea, Neukaledonien und Fidschi vor. Die Schmuck-Languste zählt jedoch auch zu den Arten, die aufgrund der Lessepsschen Migration über den Suezkanal auch ins Mittelmeer vorgedrungen ist. Sie ist deshalb heute auch an der Küste Israels zu finden.
Die Langustenart wird im gesamten Verbreitungsgebiet gefangen und auf den lokalen Fischmärkten vermarktet.